# Jorge Ricardo
J. Ricardo, pseudônimo de Jorge Antônio Ricardo, (Rio de Janeiro, 30 de setembro de 1961) é um jóquei brasileiro. Atualmente radicado no Brasil e na Argentina, que buscava, em disputa pessoal com Russel Baze, jóquei canadense atuante nos Estados Unidos, o recorde mundial de vitórias em todos os tempos.

## Biografia
É filho de Antônio Ricardo, catarinense de Urussanga, jóquei que conquistou o maior número de vitórias em hipódromos sulamericanos em uma temporada à sua época, passando após a atuar como treinador, hoje falecido.
Aos 16 anos Jorge Ricardo começou a montar como aprendiz de jóquei no Hipódromo da Gávea, na cidade do Rio de Janeiro. Em 16 de novembro de 1976 conseguiu sua primeira vitória  montando o cavalo Taim, treinado por seu pai, que  muito lhe ensinou da arte de condução.
Em 1977 passou à categoria de jóquei. Iniciava-se assim, uma carreira de sucesso, com mais de 9 000 vitórias, 26 títulos de estatística como jóquei no Hipódromo da Gávea, e inúmeras vitórias em provas de grupo, como o Grande Prêmio Brasil, Grande Prêmio São Paulo e o Grande Prêmio Bento Gonçalves.
Em junho de 2006 muda-se para a Argentina, com o objetivo de bater o recorde mundial de vitórias. Tornou-se ídolo e líder das estatísticas dos dois principais hipódromos da Argentina (Hipódromo Argentino de Palermo e Hipódromo de San Isidro), bateu o recorde mundial e atualmente já está com exatamente 13 000 vitórias (batidas, hoje, dia 25 de setembro de 2020, 5 dias antes de seu aniversário).
Desde 1982 até hoje, ganhou 30 estatísticas anuais, 26 no Brasil e 4 na Argentina, a última em 2012. Na temporada 1992/1993 (de 01/07/1992 a 30/06/1993) estabelece o recorde brasileiro de 477 vitórias em um ano.
Na temporada de 2008 voltou a bater, pelo segundo ano consecutivo, o recorde argentino de carreiras ganhas em um ano, com 467 vitórias Jorge Ricardo venceu Clássicos Internacionais (Grupo I) em todos os países da América Latina em que correu.
Venceu mais de 160 clássicos de Grupo I, tendo vencido, inclusive, em 5 oportunidades, a prova mais importante do turfe sulamericano, o “Grande Prêmio Internacional Latino Americano” (Grupo I), enquanto seus perseguidores imediatos somente o fizeram em 2 ocasiões.
O melhor cavalo que conduziu foi Much Better, um verdadeiro campeão.
Entre os principais sucessos no Brasil estão o Grande Prêmio São Paulo de 1994, montando Much Better e o  de 2005, montando Macbeth.
Vitória no Grande Prêmio Brasil em 1994 montando Much Better

### Em Buenos Aires
O campeão Jorge Ricardo atua em Buenos Aires no Hipódromo de San Isidro e Hipódromo Argentino de Palermo além do Hipódromo de La Plata, em La Plata, capital da província de Buenos Aires..

### Disputa pelo record mundial de vitórias
Em 26 de maio de 2013 Jorge Ricardo atinge incríveis 12.000 vitórias, 44 de vantagem sobre o canadense (em atividade nos EUA) Russel Baze.
Em 2009 Ricardo havia sofrido uma queda, diminuindo seu ritmo de montarias e em junho de 2009 foi ultrapassado por Baze. Ainda em 2009 cessou sua atuação por vários meses para submeter-se a quimioterapia de um linfoma de baixo grau, esperando curar-se para retornar e para voltar a disputar a liderança mundial.
Atualmente curado, depois de tentar com grande empenho retomar o primeiro posto entre os jóqueis mais vitoriosos de todas as épocas, Jorge Ricardo foi aos poucos diminuindo a diferença que tinha a menor ante o seu valoroso rival. Baze ultrapassou a extraordinária cifra de onze mil e quinhentos êxitos nas pistas. Ricardinho, sempre eficiente, lutando para chegar perto de seu adversário, em 23 de maio de 2012, consegue empatar com Baze, cada qual com onze mil quinhentas e noventa e três vitórias, mas, logo em seguida, em 26 de maio ultrapassa o canadense. Entretanto a luta não havia terminado, continuava acirrada e dia a dia mais empolgante.
Em 31 de dezembro de 2017, Jorge Ricardo tinha 12.832 vitórias contra 12 844 de Russel Baze. Terminou o ano faltando apenas treze êxitos para um novo recorde mundial. E em 7 de fevereiro de 2018, Ricardinho entrou definitivamente para a história do turfe. O jóquei brasileiro, conquistou na Argentina seu triunfo número 12 845 e se tornou o maior vencedor da história de competições do tipo, superando o canadense Russell Baze, que se aposentou em 2016 com 12 844. O resultado que garantiu o recorde ao competente bridão foi conquistado no Hipódromo de San Isidro.

## Ligações externas

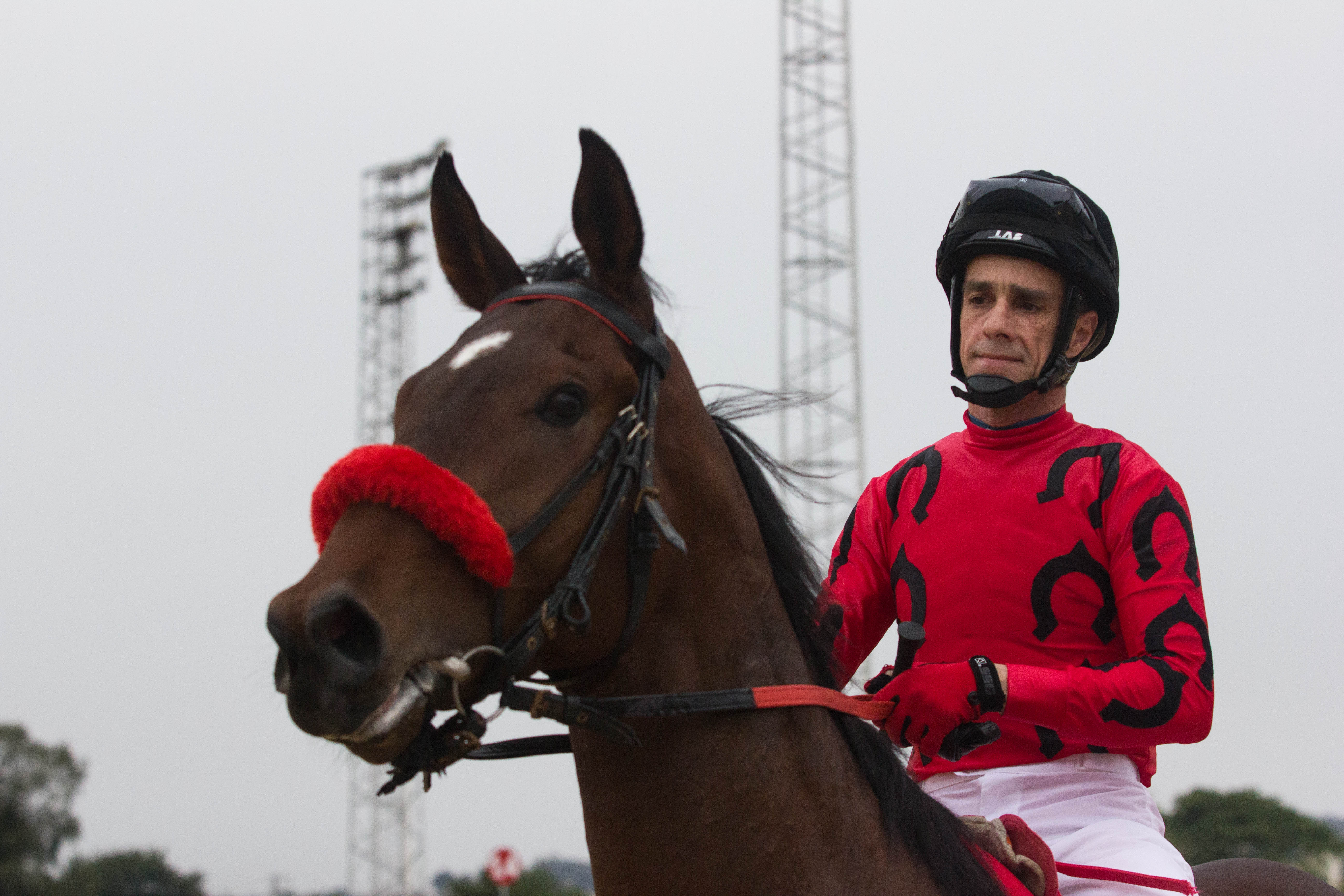
Jorge Ricardo